# Le Concitoyen
Pour plus de détails, voir Fiche technique et Distribution.
Le Concitoyen (en persan: همشهری ;Hamshahri) est un film dramatique iranien sorti en 1983, écrit et réalisé par Abbas Kiarostami.

## Fiche technique
- Titre original : Hamshahri
- Titre français : Le Concitoyen
- Titre anglais ou international : Fellow Citizen
- Réalisation : Abbas Kiarostami
- Scénario : Abbas Kiarostami
- Société(s) de production : Kanun parvaresh fekri
- Pays d’origine :  Iran
- Langue originale : persan
- Format : couleur — 35 mm — son mono
- Genre : Court métrage, documentaire dramatique
- Durée : 52 minutes
- Dates de sortie :
  - Iran : 1983